# Schoenfliesite
La schoenfliesite (simbolo IMA: Sfs) è un raro minerale del supergruppo della perovskite, all'interno del quale viene collocato nel gruppo delle perovskiti non stechiometriche e da lì al sottogruppo della schoenfliesite; appartiene alla famiglia minerale degli "ossidi e idrossidi" e possiede composizione chimica MgSn(OH)6.

## Etimologia e storia
La schoenfliesite è stata chiamata in questo modo in onore di Arthur Moritz Schoenflies (1853 – 1928) da George T. Faust e Waldemar T. Schaller. Schoenflies era un professore di matematica dell'Università di Francoforte; le sue ricerche sulla teoria dei gruppi e sulla topologia hanno portato alla sua dimostrazione dei 230 gruppi spaziali. Le sue tecniche di indicizzazione cristallografica hanno inoltre notevolmente facilitato la risoluzione di strutture cristalline minerali e chimiche.

## Classificazione
Nella classica nona edizione della sistematica dei minerali di Strunz, aggiornata dall'Associazione Mineralogica Internazionale (IMA) nel 2009, elenca la schoenfliesite nella classe "4. Ossidi (idrossidi, V[5,6] vanadati, arseniti, antimoniti, bismutiti, solfiti, seleniti, telluriti, iodati)" e nella sottoclasse "4.F Idrossidi (senza V od U)"; questa viene ulteriormente suddivisa in base alla struttura del minerale, in modo tale da trovare la schoenfliesite nella sezione "4.FC Idrossidi con OH, senza H2O; ottaedri che condividono un vertice" dove insieme a burtite, mushistonite, natanite, vismirnovite e wickmanite forma il sistema nº 4.FC.10.
Tale classificazione rimane invariata anche nell'edizione successiva, proseguita dal database "mindat.org" e chiamata Classificazione Strunz-mindat.
Nella Sistematica dei lapis (Lapis-Systematik) di Stefan Weiß la schoenfliesite si trova nella classe degli "ossidi" e da lì nella sottoclasse degli "idrossidi e idrati ossidici (ossidi contenenti acqua con struttura stratificata)" dove forma il "gruppo della schoenfliesite" insieme a natanite, burtite, wickmanite, mushistonite e vismirnovite con il sistema nº IV/F.16.
Anche nella classificazione dei minerali secondo Dana, usata principalmente nel mondo anglosassone, la schoenfliesite viene elencata nella famiglia degli "ossidi e idrossidi" dove si trova nella classe degli "idrossidi e ossidi contenenti idrossidi con gruppi (OH)3 o (OH)6"; qui forma il "gruppo della wickmanite" (cubico o trigonale, con cationi 2+ e Sn)" con il numero di sistema 06.03.06 con wickmanite, natanite, mushistonite, vismirnovite e burtite.

## Abito cristallino
La schoenfliesite cristallizza nel sistema cubico con il gruppo spaziale Pn3 con le costanti di reticolo a = 7,759(6) Å, oltre ad avere 4 unità di formula per cella unitaria.

## Origine e giacitura
La schoenfliesite viene prodotta come alterazione idrotermale in fase alterata di hulsite in calcare metasomatizzato con un granito intrusivo (per campioni provenienti da Brooks Range, in Alaska, Stati Uniti), dove è in paragenesi con hulsite, goethite, maghemite, oppure viene prodotta in dolomia serpentinizzata a bassa temperatura in fase alterata, dove è in paragenesi con skarn contenenti tungsteno, stronzio, boro e berillio (per campioni provenienti dal Pitkjarntskij rajon, Russia); qui è associata anche con berborite, calcite, cassiterite, condrodite, diopside, dolomite, fluorite, magnetite.
La schoenfliesite è un minerale piuttosto raro ed è stata rinvenuta solo in pochi siti sparsi per il mondo. La località tipo sono le Brooks Mountain (65.53694°N 167.14333°W), nel distretto minerario di Port Clarence in Alaska (Stati Uniti).
Altri luoghi di ritrovamento per la schoenfliesite sono: Colquechaca (Bolivia); Gejiu (nello Yunnan, in Cina); la miniera "Granville" in Tasmania (Australia); nel Pahang (Malesia); nel distretto minerario di Pitkyaranta nella Carelia (Russia); nel distretto di Kaş (Turchia); St Hilary (in Cornovaglia, Inghilterra); Igualeja e San Pablo de los Montes (Spagna); Florac (Francia); Boží Dar (Repubblica Ceca).

## Forma in cui si presenta in natura
La schoenfliesite si presenta in cristalli a grana molto fine, con dimensioni fino a circa 0,5 µm o come croste fibrose su cassiterite.
La lucentezza va dall'essere resinosa a cerosa, il colore varia dal rosso-marrone scuro, al giallo, ma anche arancione o giallo verdastro, mentre il colore del suo striscio è quasi bianco.